# Ilha Yttygran
A Ilha Itygran (em russo:  Остров Итыгран, Ostrov Itygran) é uma ilha da Rússia no mar de Bering. Pertence ao Distrito Autónomo de Chukotka e fica perto da península de Chukotka. É desabitada.
Está separada da costa continental da península de Chukotka por um estreito de cerca de 1,5 km de largura e 12,5 km de comprimento. Tem 13,5 km de comprimento e largura máxima de 5 km. A norte desta ilha está a ilha Arakamchechen, da qual se separa por um estreito de 5 km.
As baleias-brancas (belugas) são comuns nas águas em redor das ilhas Arakamchechen e Yttigran. Muitas morsas vivem em colónias nas suas costas.

## Galeria

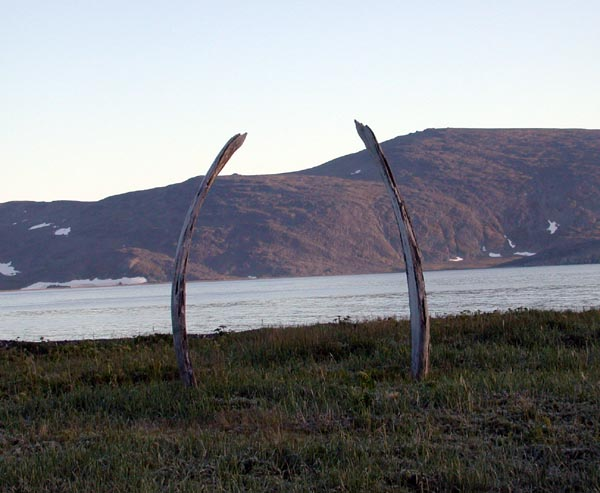
Costelas de baleia, na "Alameda dos Ossos de Baleia"
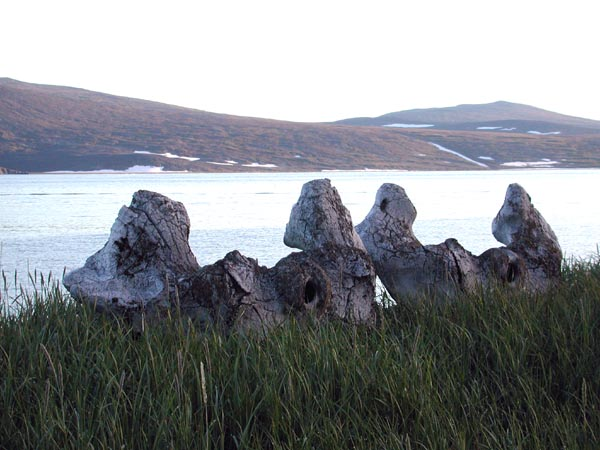
Ossos de baleia, na "Alameda dos Ossos de Baleia"
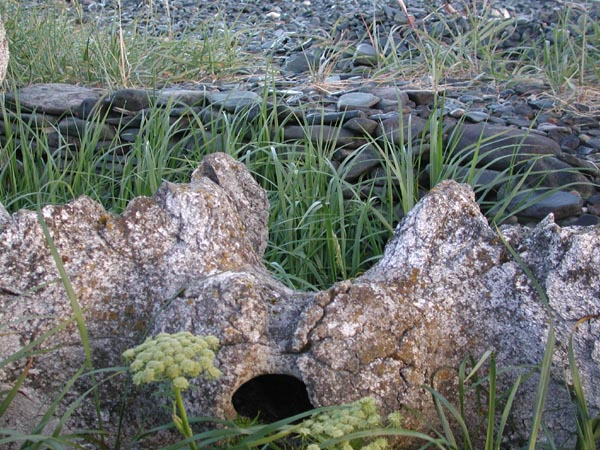
Cova de armazenamento de carne de baleia, na "Alameda dos Ossos de Baleia"